# 1. A HRL 1999./2000.
1. HRL 1999./2000. je bila deveta sezona najvišeg ranga hrvatskog rukometnog prvenstva, a naslov prvaka je obranila momčad Badel 1862 iz Zagreba.

## Tablice i rezultati

### Liga 10
| Mj. | Klub                                 | ut. | pob. | neod. | por. | gol+ | gol- | gr   | bod |                 |
| --- | ------------------------------------ | --- | ---- | ----- | ---- | ---- | ---- | ---- | --- | --------------- |
| 1.  | Badel 1862 (Zagreb)                  | 18  | 16   | 0     | 2    | 538  | 430  | +108 | 32  | Liga za prvaka  |
| 2.  | Metković Jambo (Metković)            | 18  | 14   | 0     | 4    | 474  | 410  | +64  | 28  | Liga za prvaka  |
| 3.  | Brodomerkur (Split)                  | 18  | 11   | 1     | 6    | 428  | 384  | +44  | 23  | Liga za prvaka  |
| 4.  | Medveščak Osiguranje Zagreb (Zagreb) | 18  | 8    | 4     | 6    | 449  | 457  | -8   | 20  | Liga za prvaka  |
| 5.  | Wienerberger Cetera (Đakovo)         | 18  | 6    | 3     | 9    | 427  | 457  | -30  | 15  | Liga za prvaka  |
| 6.  | Varteks Tivar (Varaždin)             | 18  | 6    | 3     | 9    | 466  | 498  | -32  | 15  | Liga za prvaka  |
| 7.  | Zamet Autotrans (Rijeka)             | 18  | 7    | 1     | 10   | 440  | 453  | -13  | 15  | Liga za ostanak |
| 8.  | Karlovac (Karlovac)                  | 18  | 6    | 2     | 10   | 455  | 471  | -16  | 14  | Liga za ostanak |
| 9.  | Moslavina (Kutina)                   | 18  | 6    | 1     | 11   | 459  | 469  | -10  | 13  | Liga za ostanak |
| 10. | PIPO IPC (Čakovec)                   | 18  | 2    | 1     | 15   | 397  | 504  | -107 | 5   | kvalifikacije   |

### Liga za prvaka
| Mj. | Klub                      | Tablica Lige za prvaka | Tablica Lige za prvaka | Tablica Lige za prvaka | Tablica Lige za prvaka | Tablica Lige za prvaka | Tablica Lige za prvaka | Tablica Lige za prvaka | Tablica Lige za prvaka | . | Ukupni poredak | Ukupni poredak | Ukupni poredak | Ukupni poredak | Ukupni poredak | Ukupni poredak | Ukupni poredak | Ukupni poredak |
| Mj. | Klub                      | ut                     | pob                    | rem                    | por                    | G+                     | G-                     | gr                     | bod                    | . | ut             | pob            | rem            | por            | G+             | G-             | gr             | bod            |
| --- | ------------------------- | ---------------------- | ---------------------- | ---------------------- | ---------------------- | ---------------------- | ---------------------- | ---------------------- | ---------------------- | - | -------------- | -------------- | -------------- | -------------- | -------------- | -------------- | -------------- | -------------- |
| 1.  | Badel 1862 Zagreb         | 10                     | 7                      | 3                      | 0                      | 299                    | 253                    | +46                    | 17                     | . | 28             | 23             | 3              | 2              | 837            | 683            | +154           | 49             |
| 2.  | Metković Jambo            | 10                     | 7                      | 1                      | 2                      | 291                    | 232                    | +59                    | 15                     | . | 28             | 21             | 1              | 6              | 765            | 642            | +123           | 43             |
| 3.  | Brodomerkur Split         | 10                     | 5                      | 3                      | 2                      | 258                    | 242                    | +16                    | 13                     | . | 28             | 16             | 4              | 8              | 686            | 626            | -60            | 36             |
| 4.  | Medveščak OZ Zagreb       | 10                     | 4                      | 1                      | 5                      | 276                    | 286                    | -10                    | 9                      | . | 28             | 12             | 5              | 11             | 725            | 743            | -18            | 29             |
| 5.  | Varteks Tivar (Varaždin)  | 10                     | 3                      | 0                      | 7                      | 248                    | 286                    | -38                    | 6                      | . | 28             | 9              | 3              | 16             | 714            | 784            | -70            | 21             |
| 6.  | Wieneberger Cetera Đakovo | 10                     | 0                      | 0                      | 10                     | 227                    | 300                    | -73                    | 0                      | . | 28             | 6              | 3              | 19             | 654            | 757            | -103           | 15             |

### Liga za ostanak
| Mj.      | Klub                   | ut. | pob. | neod. | por. | gol+ | gol- | gr  | bod |
| -------- | ---------------------- | --- | ---- | ----- | ---- | ---- | ---- | --- | --- |
| 1. (7.)  | Zamet Autotrans Rijeka | 6   | 4    | 1     | 1    | 196  | 171  | +25 | 9   |
| 2. (8.)  | Moslavina Kutina       | 6   | 4    | 0     | 2    | 179  | 175  | +4  | 8   |
| 3. (9.)  | Karlovac               | 6   | 3    | 0     | 3    | 197  | 184  | +13 | 6   |
| 4. (10.) | Ekol Ivančica (Ivanec) | 6   | 0    | 1     | 5    | 158  | 200  | -42 | 1   |